# Монро-Норт (Вашингтон)
Монро-Норт (англ. Monroe North) — переписна місцевість (CDP) в США, в окрузі Сногоміш штату Вашингтон. Населення — 1796 осіб (2020).

## Географія
Монро-Норт розташоване за координатами 47°52′57″ пн. ш. 121°59′17″ зх. д. / 47.88250° пн. ш. 121.98806° зх. д. (47.882534, -121.987952).  За даними Бюро перепису населення США в 2010 році переписна місцевість мала площу 6,32 км², уся площа — суходіл.

## Демографія
Згідно з переписом 2010 року, у переписній місцевості мешкало 1666 осіб у 550 домогосподарствах у складі 460 родин. Густота населення становила 264 особи/км².  Було 575 помешкань (91/км²).
Расовий склад населення:
| - 92,4 % — білих - 1,2 % — азіатів - 0,8 % — корінних американців - 0,2 % — чорних або афроамериканців - 0,1 % — вихідців з тихоокеанських островів - 2,3 % — осіб інших рас |

До двох чи більше рас належало 2,9 %. Частка іспаномовних становила 6,9 % від усіх жителів.
За віковим діапазоном населення розподілялося таким чином: 26,6 % — особи молодші 18 років, 64,6 % — особи у віці 18—64 років, 8,8 % — особи у віці 65 років та старші. Медіана віку мешканця становила 38,8 року. На 100 осіб жіночої статі у переписній місцевості припадало 111,7 чоловіків;  на 100 жінок у віці від 18 років та старших — 103,8 чоловіків також старших 18 років.
Середній дохід на одне домашнє господарство  становив 111 458 доларів США (медіана — 113 077), а середній дохід на одну сім'ю — 119 865 доларів (медіана — 116 625). Медіана доходів становила 88 214 долари для чоловіків та 45 375 доларів для жінок. За межею бідності перебувало 2,2 % осіб, у тому числі 2,3 % дітей у віці до 18 років та 0,0 % осіб у віці 65 років та старших.
Цивільне працевлаштоване населення становило 781 осіб. Основні галузі зайнятості: виробництво — 20,9 %, освіта, охорона здоров'я та соціальна допомога — 19,8 %, науковці, спеціалісти, менеджери — 13,4 %, роздрібна торгівля — 8,6 %.